# 2009 à Taïwan
Cet article présente les faits marquants de l'année 2009 à Taïwan.

## Évènements

### Février
- Lundi 2 février 2009 : le gouvernement annonce le lancement d'un plan de relance sur quatre ans destiné à créer quelque 150 000 emplois et ramener le chômage sous la barre des 4,5 % dès 2009. En décembre 2008, le taux de chômage a atteint son plus haut niveau depuis 2003 à 5,03 %. Le montant serait de 715 milliards de dollars taïwanais (21,20 milliards de dollars américains), dont 320 milliards de dollars taïwanais pour la seule année 2009. Sur les trois derniers mois, la banque centrale a abaissé six fois son taux afin de stimuler l'économie prise dans la tourmente financière mondiale.

- Samedi 7 février 2009 : plus de 800 entreprises taïwanaises se sont engagées à ne pas licencier pendant un an pour aider le gouvernement à remédier au problème du chômage croissant sur fond de ralentissement global. En contrepartie,  les sociétés privées des différents secteurs seront éligibles aux prêts et subventions du gouvernement dans le cadre du plan d'aide de 715 milliards de dollars taïwanais (21,20 milliards de dollars US) destiné à créer 150 000 emplois afin de réduire le taux de chômage à 4,5 % cette année.  Le taux de chômage a atteint 5,03 % en décembre 2008. Les analystes prévoient que la situation de l'emploi continuera à se détériorer en raison d'une baisse record des exportations, notamment d'articles électroniques.

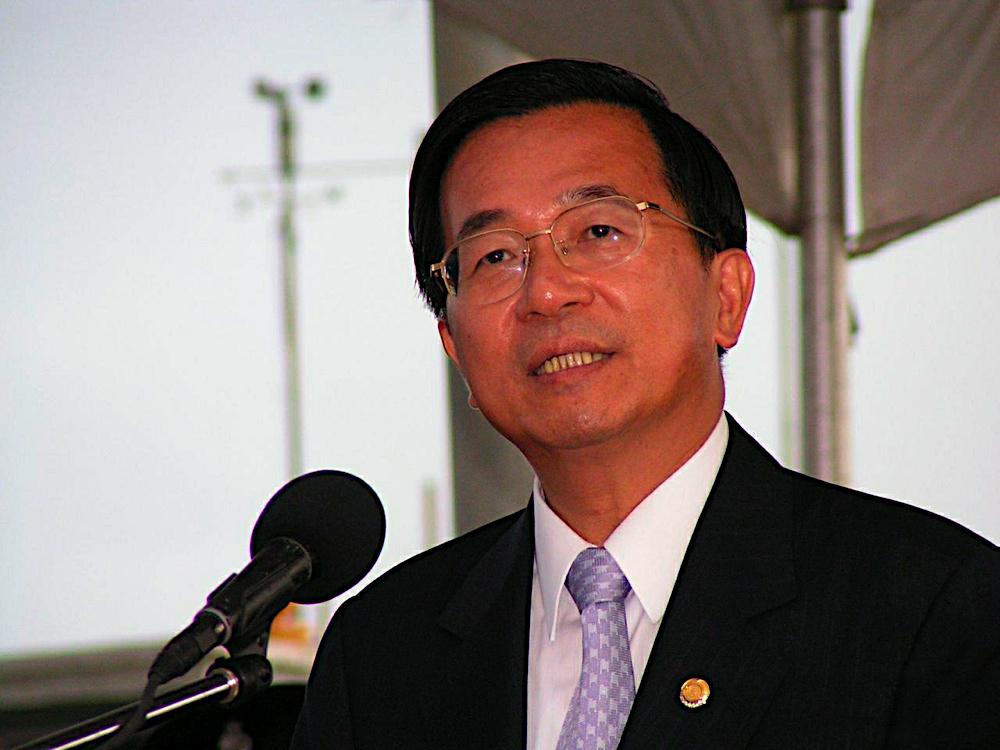
Chen Shui-bian
(septembre 2005)

### Mai
- Samedi 9 mai 2009 : l'ex-président Chen Shui-bian (58 ans) est hospitalisé en urgence, après avoir entamé, depuis jeudi, une grève de la faim pour protester contre sa détention, depuis décembre, consécutive à son inculpation pour corruption. Chen Shui-Bian, son épouse Wu Shu-chen et une dizaine d'autres prévenus parmi lesquels leur fils et leur belle-fille ont été inculpés pour « corruption, blanchiment, détournement de fonds et falsification de documents ». La justice les accuse d'avoir détourné au total 104 millions de dollars taïwanais (3,15 millions USD) de fonds publics et d'avoir accepté des pots-de-vin à hauteur de quelque 12 millions USD dans le cadre d'une transaction immobilière.

### Juin
- Samedi 20 juin 2009 : Un séisme de magnitude 5,5 s'est produit à 77 km au sud-est du comté d'Ilan à une profondeur de 11 km. Ni victimes, ni dommages matériels n'ont été signalés.

- Dimanche 28 juin 2009 : Une série de 11 séismes, dont le plus fort avait une magnitude de 5,6, a frappé aujourd'hui l'île faisant osciller des immeubles dans la capitale Taipei, mais ni victimes ni dégâts n'ont été rapportés. L'épicentre a été localisé à 20 km au nord-est de la ville de Hsiulin (est).

### Juillet
- Lundi 13 juillet 2009 : Un séisme de magnitude 6,3 s'est produit au large.